# Някина, Наталья Геннадьевна
Наталья Геннадьевна Някина (р. 1 ноября 1991, Ульяновск ) — российская волейболистка, либеро.

## Биография
Волейболом Наталья Някина начала заниматься в Ульяновске в 13-летнем возрасте. В 2009—2014 играла за местные команды в студенческих и региональных соревнованиях, параллельно выступая в соревнованиях по пляжному волейболу. В 2014 году дебютировала в чемпионате России, отыграв два сезона в команде высшей лиги «Б» «Альтернатива» (Белгород). В 2016—2017 выступала за курскую команду «ЮЗГУ-Политех» в высшей лиге «А», с которой выиграла свои первые медали, став призёром чемпионата России среди команд второго по значимости дивизиона. До 2017 играла на разных позициях — нападающей-доигровщицы, центральной блокирующей, либеро. Окончательно игровая функция волейболистки — либеро — была определена в команде «Липецк-Индезит» (с 2018 — «Липецк»), в которую перешла в 2017 году. В составе «Липецка» в 2020 Наталья стала победительницей чемпионата России среди команд высшей лиги «А», В 2020 заключила контракт с «Ленинградкой» из Санкт-Петербурга, а в 2021 — с «Тулицей».
Помимо классического волейбола, Наталья Някина выступает и в различных турнирах по пляжному волейболу, играя за команду «Динамо-Татарстан» (Казань).

### Клубная карьера
- 2014—2016 —  «Альтернатива» (Белгород);
- 2016—2017 —  «ЮЗГУ-Политех» (Курск);
- 2017—2020 —  «Липецк» (Липецк);
- 2020—2021 —  «Ленинградка» (Санкт-Петербург);
- с 2021 —  «Тулица» (Тула).

## Достижения
- чемпионка России среди команд высшей лиги «А» 2020.
  - бронзовый призёр чемпионата России среди команд высшей лиги «А» 2017.